# OK Liga Femenina 2020-21
La temporada 2020-21 de la OK Liga Femenina de hockey patines es la 13.ª edición de esta competición.
Debido a las medidas tomadas la temporada anterior por la pandemia de COVID-19, la competición la disputaron 16 equipos, en lugar de los 14 habituales, lo que obligó a modificar el sistema de competición. Se dividió a los equipos en dos grupos (a y B) para jugar una liga a doble vuelta. Los 4 primeros clasificados de cada grupo se juntan en el grupo por el título (grupo C) mientras que el resto pasan al grupo por el descenso (grupo D). En ambos grupos se arrastran los resultados obtenidos contra los equipos que clasifican para el mismo grupo. Los 4 primeros clasificados del grupo por el título juegan semifinales y final por sistema playoff al mejor de 3.

## Equipos
| Equipo                             | Pabellón                                      | Ciudad                   |
| Grupo A                            | Grupo A                                       | Grupo A                  |
| ---------------------------------- | --------------------------------------------- | ------------------------ |
| Club Patín Cuencas Mineras         | Pabellón Municipal de Deportes Visiola Rollán | Lena                     |
| Las Rozas                          | Pabellón Municipal                            | Las Rozas                |
| Hockey Club Borbolla               | Monte Alto                                    | La Coruña                |
| Club Patín Alcorcón                | Prado de Santo Domingo                        | Alcorcón                 |
| CH Cerdanyola                      | Can Xarau                                     | Sardañola del Vallés     |
| Telecable HC                       | Pabellón de Deportes Mata-Jove                | Gijón                    |
| Club Patí Manlleu                  | Pabellón de Deportes                          | Manlleu                  |
| Girona Club de Hoquei              | Palau II                                      | Gerona                   |
| Grupo B                            |                                               |                          |
| Sant Cugat                         | Pabellón Municipal                            | San Cugat del Vallés     |
| Club Patí Voltregà                 | Victorià Oliveras de la Riva                  | San Hipólito de Voltregá |
| Club Patí Vilanova                 | Pabellón de Deportes                          | Villanueva y Geltrú      |
| Asturhockey Club Patín             | Municipal                                     | Grado                    |
| Bigues i Riells                    | Pabellón de Deportes                          | Bigas                    |
| Vila-sana                          | Pabellón de Deportes                          | Vilasana                 |
| Igualada Femení Hoquei Club Patins | Les Comes                                     | Igualada                 |
| Generali Palau de Plegamans        | Maria Víctor                                  | Palau-solità i Plegamans |

## Clasificación
Grupo A
|   | Equipo                          | Puntos | J  | G  | E | P  | GF | GC | DG  |
| - | ------------------------------- | ------ | -- | -- | - | -- | -- | -- | --- |
| 1 | Magic Studio CP Manlleu         | 39     | 14 | 13 | 0 | 1  | 87 | 15 | 72  |
| 2 | Cerdanyola CH                   | 34     | 14 | 11 | 1 | 2  | 64 | 25 | 39  |
| 3 | Telecable HC                    | 34     | 14 | 11 | 1 | 2  | 84 | 21 | 63  |
| 4 | Club Patín Las Rozas            | 18     | 14 | 6  | 0 | 8  | 22 | 43 | -21 |
| 5 | Garatge Plana Girona CH         | 15     | 14 | 5  | 0 | 9  | 41 | 55 | 14  |
| 6 | Ene Oposiciones Cuencas Mineras | 10     | 14 | 3  | 1 | 10 | 24 | 77 | -53 |
| 7 | Hockey Club Borbolla            | 9      | 14 | 3  | 0 | 11 | 26 | 57 | -31 |
| 8 | Club Patín Alcorcón             | 7      | 14 | 2  | 1 | 11 | 22 | 77 | -55 |

Grupo B
|   | Equipo                         | Puntos | J  | G  | E | P  | GF | GC  | DG  |
| - | ------------------------------ | ------ | -- | -- | - | -- | -- | --- | --- |
| 1 | Generali HC Palau de Plegamans | 38     | 14 | 12 | 2 | 0  | 85 | 26  | 59  |
| 2 | Club Patí Voltregà             | 34     | 14 | 11 | 1 | 2  | 66 | 31  | 35  |
| 3 | CHP Bigues i Riells            | 30     | 14 | 10 | 0 | 4  | 50 | 44  | 6   |
| 4 | PHC Sant Cugat                 | 20     | 14 | 6  | 2 | 6  | 39 | 35  | 4   |
| 5 | CP Esneca Vila-sana            | 19     | 14 | 6  | 1 | 7  | 55 | 28  | 27  |
| 6 | Igualada Femení HCP            | 10     | 14 | 3  | 1 | 10 | 42 | 66  | -24 |
| 7 | Club Patí Vilanova             | 9      | 14 | 2  | 3 | 9  | 25 | 56  | -31 |
| 8 | Asturhockey Club Patín         | 3      | 14 | 1  | 0 | 13 | 28 | 104 | -76 |

Grupo C (1.º-8.º)
|   | Equipo                         | Puntos | J  | G  | E | P  | GF | GC | DG  |
| - | ------------------------------ | ------ | -- | -- | - | -- | -- | -- | --- |
| 1 | Generali HC Palau de Plegamans | 38     | 14 | 12 | 2 | 0  | 76 | 42 | 34  |
| 2 | Telecable HC                   | 28     | 14 | 9  | 1 | 4  | 60 | 33 | 27  |
| 3 | Magic Studio CP Manlleu        | 28     | 14 | 9  | 1 | 4  | 43 | 25 | 18  |
| 4 | Cerdanyola CH                  | 21     | 14 | 6  | 3 | 5  | 40 | 40 | 0   |
| 5 | Club Patí Voltregà             | 20     | 14 | 6  | 2 | 6  | 40 | 37 | 3   |
| 6 | CHP Bigues i Riells            | 11     | 14 | 3  | 2 | 9  | 32 | 55 | -23 |
| 7 | Club Patín Las Rozas           | 10     | 14 | 3  | 1 | 10 | 19 | 54 | -35 |
| 8 | PHC Sant Cugat                 | 6      | 14 | 2  | 0 | 12 | 23 | 47 | -24 |

Grupo D (9.º-16.º)
|   | Equipo                          | Puntos | J  | G  | E | P  | GF | GC | DG  |
| - | ------------------------------- | ------ | -- | -- | - | -- | -- | -- | --- |
| 1 | CP Esneca Vila-sana             | 34     | 14 | 11 | 1 | 2  | 69 | 18 | 51  |
| 2 | Garatge Plana Girona CH         | 29     | 14 | 9  | 2 | 3  | 64 | 48 | 16  |
| 3 | Igualada Femení HCP             | 25     | 14 | 8  | 1 | 5  | 54 | 53 | 1   |
| 4 | Ene Oposiciones Cuencas Mineras | 20     | 14 | 6  | 2 | 6  | 36 | 40 | -4  |
| 5 | Club Patí Vilanova              | 18     | 14 | 5  | 3 | 6  | 38 | 42 | -4  |
| 6 | Hockey Club Borbolla            | 16     | 14 | 5  | 1 | 8  | 35 | 38 | -3  |
| 7 | Club Patín Alcorcón             | 13     | 14 | 4  | 1 | 9  | 37 | 56 | -19 |
| 8 | Asturhockey Club Patín          | 7      | 14 | 2  | 1 | 11 | 45 | 83 | -38 |

## Playoffs
|  | Semifinales             | Semifinales             | Semifinales             | Semifinales |                |                | Final | Final | Final | Final |
|  |                         |                         |                         |             |                |                |       |       |       |       |
|  |                         |                         |                         |             |                |                |       |       |       |       |
|  |                         |                         |                         |             |                |                |       |       |       |       |
|  | Generali Palau          | Generali Palau          | 7                       | 3           |                |                |       |       |       |       |
|  | Generali Palau          | Generali Palau          | 7                       | 3           |                |                |       |       |       |       |
|  | Cerdanyola CH           | Cerdanyola CH           | 4                       | 1           |                |                |       |       |       |       |
|  | Cerdanyola CH           | Cerdanyola CH           | 4                       | 1           | Generali Palau | Generali Palau | 7     | 3     |       |       |
|  |                         |                         |                         |             | Generali Palau | Generali Palau | 7     | 3     |       |       |
|  |                         | Magic Studio CP Manlleu | Magic Studio CP Manlleu | 3           | 1              |                |       |       |       |       |
|  | Telecable HC            | Telecable HC            | Magic Studio CP Manlleu | 3           | 1              | 2              | 2     |       |       |       |
|  | Telecable HC            | Telecable HC            |                         |             |                |                | 2     |       |       |       |
|  | Magic Studio CP Manlleu | Magic Studio CP Manlleu | 7                       | 4           |                |                |       |       |       |       |
|  | Magic Studio CP Manlleu | Magic Studio CP Manlleu | 7                       | 4           |                |                |       |       |       |       |